# 萊奧尼群島
67°36′S 68°17′W / 67.600°S 68.283°W
萊奧尼群島是南極洲的群島，位於萊德灣入口處，處於阿德萊德島東南面，該群島由讓-巴蒂斯特·夏古率領的法國探險隊發現。